# 石川祐支
 石川 祐支（いしかわ ゆうじ、1977年2月26日 - ）は、日本のチェリスト。

## 来歴・人物
名古屋市出身。幼少時よりチェロを学ぶ。名古屋市の同朋高等学校卒業。東京音楽大学を首席で卒業。1999年第68回日本音楽コンクールチェロ部門第1位。2003年から2005年まで東京交響楽団首席チェロ奏者。2005年から札幌交響楽団首席チェロ奏者。2010年第19回道銀芸術文化奨励賞を受賞。
東京交響楽団入団後ソロ演奏の機会が減り、コンチェルトでソロを弾く場を求めて札幌交響楽団に入団、以来独奏者として数多く出演している。
2013年10月札幌交響楽団の定期演奏会では、ドヴォルザークのチェロ協奏曲（ラドミル・エリシュカ指揮）のソリストを務める（2014年にＣＤ（エリシュカのブラームス交響曲集の併録曲として）リリース）。
ＣＤでは他にシベリウスの「二つの荘重な旋律」でチェロ独奏による妙技を聴かせている（アルバム『尾高＆札響の「北欧音楽の新伝説２」』）。
料理を趣味とし、オーケストラの他、ソロ、室内楽など幅広く活躍している。